# Stele von Gemerek

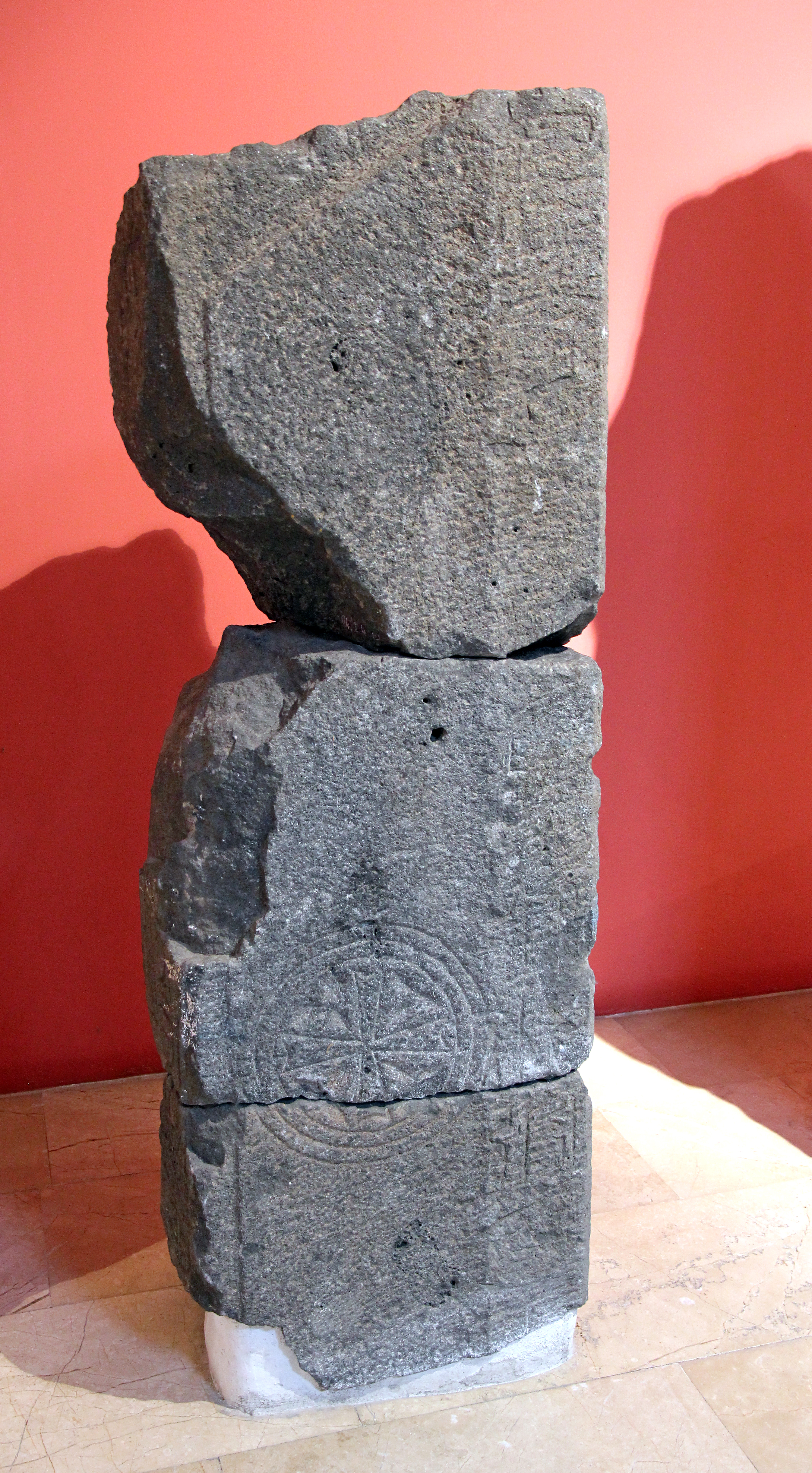
Stele von Gemerek

Die Stele von Gemerek ist ein späthethitisches Monument aus der Zentraltürkei mit Resten einer Inschrift in luwischen Hieroglyphen. Sie ist im Archäologischen Museum Sivas ausgestellt und hat die Inventarnummer 2004/24.

## Fund
Die Stele wurde im Weiler Kasımbeyli beim Dorf Hacıyusuf im Bezirk Gemerek der türkischen Provinz Sivas gefunden und am 20. Oktober 2004 ins Archäologische Museum der Provinzhauptstadt Sivas gebracht. Sie war in drei Teile gebrochen, die im Museum zusammengesetzt wurden. Nach dem Fundort wird sie dem späthethitischen Königreich von Tabal zugerechnet.

## Beschreibung
Die vierseitige Stele mit etwa quadratischem Querschnitt hat eine erhaltene Gesamthöhe von 1,41 Metern. Die Breite der Vorderseite beträgt 0,47 Meter, die der Seitenflächen etwa 0,52 Meter. Die Basis ist erhalten, der obere Abschluss fehlt. Der britische Hethitologe John David Hawkins nimmt nach seinen Untersuchungen an, dass der Stein auf allen vier Seiten beschriftet war. Von der linken Seite sind nur wenige Teile erhalten, die Rückseite ist komplett verloren. Während auf der rechten Seite große Teile der Inschrift erhalten sind, wurde die Frontseite in byzantinischer Zeit geglättet und mit einem Malteserkreuz  in drei umlaufenden Kreisen versehen. Der Bereich des Kreuzes wurde besonders kräftig abgeschliffen, sodass die Oberfläche dort eine leicht konkave Form angenommen hat. Lediglich rechts unterhalb des Kreuzes sind Spuren von zwei eingemeißelten Schriftzeichen zu sehen. Auf der stark zerstörten linken Seite sind nur in wenigen, kleinen Bereichen Schriftfragmente erkennbar. Die Inschrift der rechten Seite besteht aus drei durch waagrechte Linien getrennten Zeilen, die gut erhalten sind, an den Rändern jedoch abbrechen. Hawkins nimmt an, dass die Schrift, wie alle bekannten Inschriften von Tabal, oben rechts, auf der linken Seite, begann und bustrophedon über alle vier Seiten des Steins verlief. 
Aus den spärlichen Resten der Schrift kann nur erschlossen werden, dass der Text unter anderem die Opferung von Schafen zum Inhalt hatte. Wie andere tabalische Inschriften wird auch diese ins 8. Jahrhundert v. Chr. datiert.

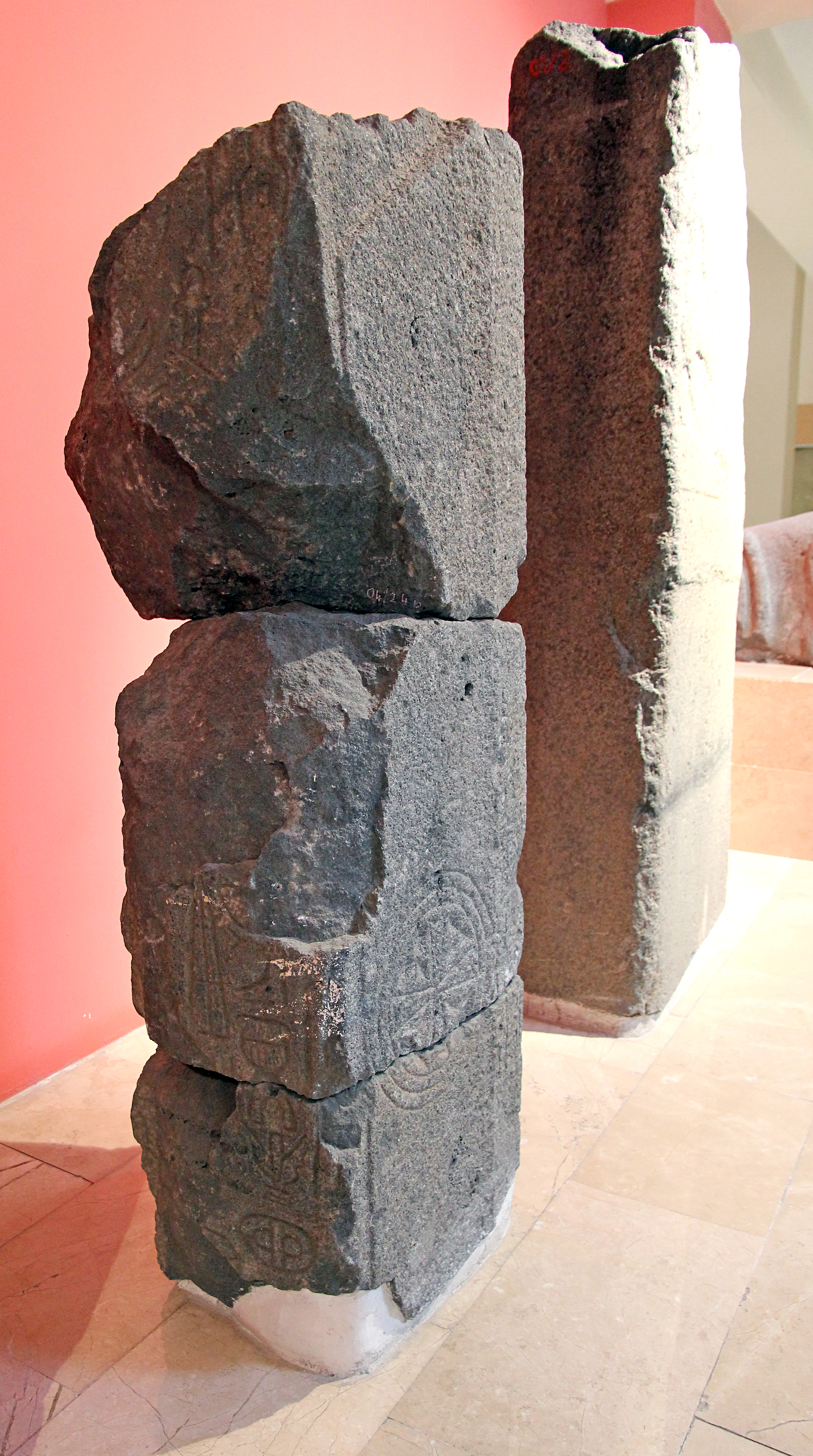
Linke Seite
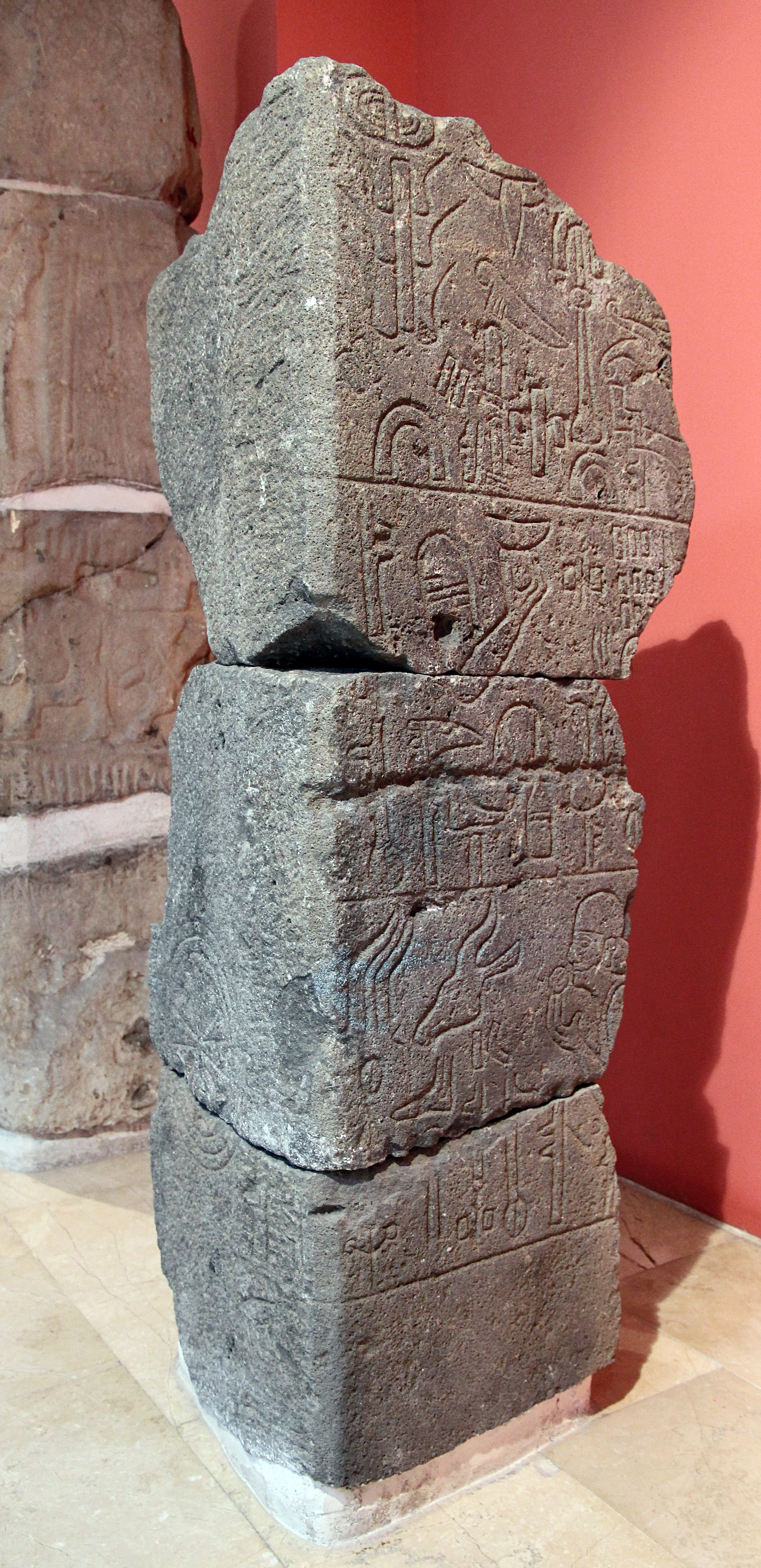
Rechte Seite
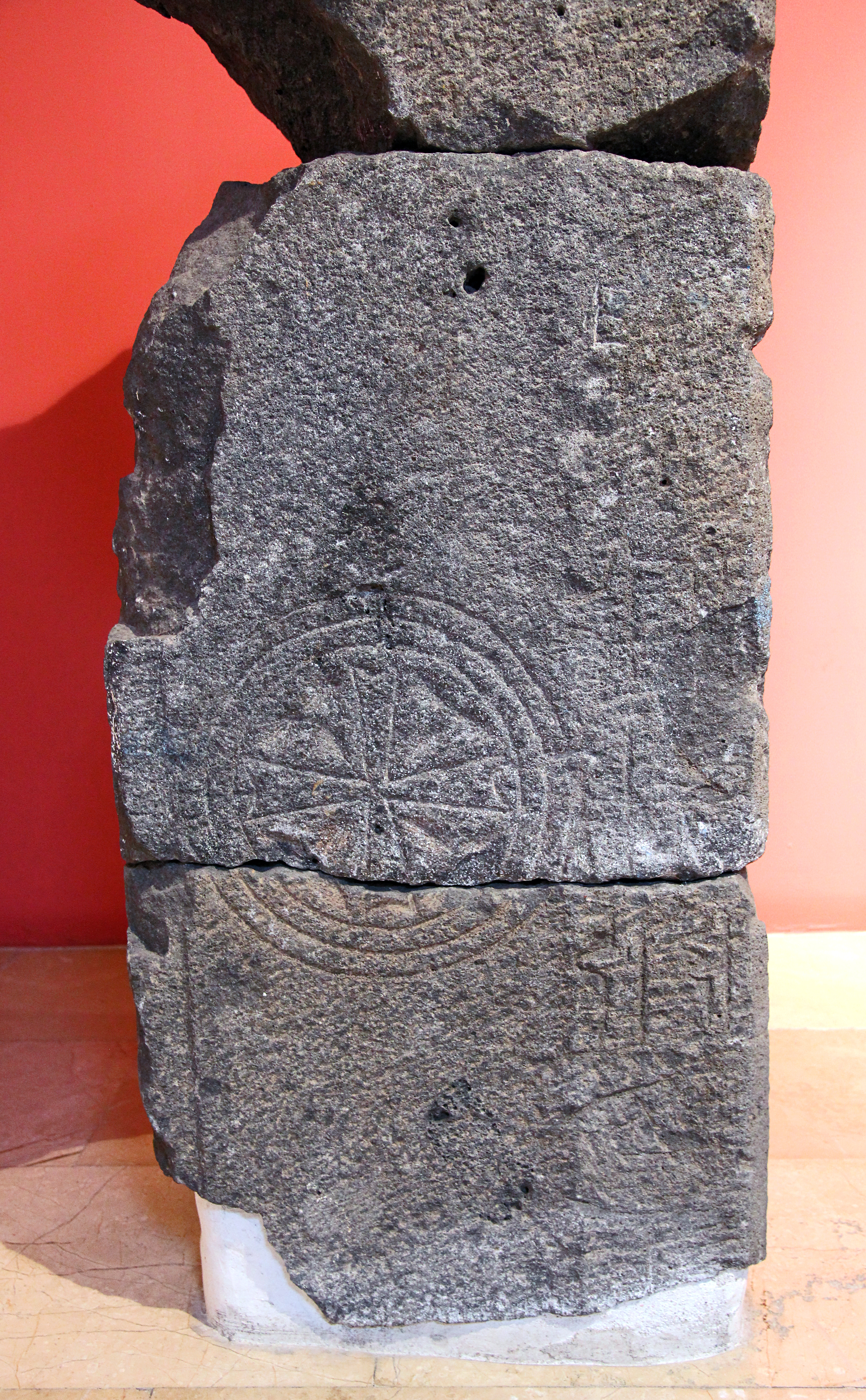
Malteserkreuz